# Angelo Giori
Angelo Giori (né le 11 mai 1586 à Capodacqua, dans les Marches, Italie, alors dans les États pontificaux et mort le 8 août 1662 à Rome) est un cardinal italien du XVIIe siècle.

## Biographie
Angelo Giori est au service du cardinal Maffeo Barberini, le futur pape Urbain VIII et est notamment préfet des cubiculi du Saint-Père.
Il est créé cardinal par le pape Urbain VIII lors du consistoire du 13 juillet 1643. 
Le cardinal Giori participe au conclave de 1644, lors duquel Innocent XI est élu pape, et au conclave de 1655 (élection d'Alexandre VII).
Il commanda au peintre Claude Gellée, dit Le Lorrain, le Débarquement de Cléopâtre à Tarse (1642 - 1643) et son pendant David sacré roi par Samuel (1647), conservés au musée du Louvre. 